# Louis Urbain Bruë
Pour les articles homonymes, voir Bruë.
Louis Urbain Bruë, né le 4 août 1762 à Lorient (Morbihan), mort le 19 août 1820 à Lorient (Morbihan), est un militaire et homme politique français.

## États de service
D'une famille de La Ciotat, fils de Jean-Louis Brüe, lieutenant de vaisseau au service de la Compagnie des Indes, et de Françoise Gourvenec, il entre en service le 16 août 1789, comme soldat dans la compagnie des volontaires dragons de Lorient, incorporé dans le 15e régiment de chasseurs à cheval, et il y devient brigadier le 24 février 1790, puis maréchal des logis le 13 septembre suivant.
Il est nommé sous-lieutenant le 5 mai 1791, lieutenant le 13 janvier 1792, et capitaine le 7 mars 1793. Après avoir fait partie de plusieurs expéditions contre les rebelles dans le département du Morbihan et des départements voisins, il sert aux armées des côtes de Brest et de l’Ouest de 1792 à novembre 1796.
Dans l’intervalle, il est élu le 10 septembre 1792, premier membre suppléant à la Convention nationale par le département du Morbihan, avec 232 voix sur 413 votants, et il est admis à y siéger le 27 novembre 1793, en remplacement de Pierre Lehardy, condamné à mort et guillotiné le 31 octobre précédent. Il est nommé chef d’escadron le 25 février 1795, puis entre au Conseil des Cinq-Cents le 26 octobre, comme ancien Conventionnel. Il poursuit sa carrière militaire, au sein de l’armée d’Italie, et le 31 octobre 1796, il est réformé à la suite de la refonte des escadrons de cavalerie.
Remis en activité le 27 janvier 1797, au 19e régiment de chasseurs à cheval, il fait les campagnes de cette année-là jusqu’à celle de l’an X aux armées d’Italie, de Rome, de Naples et de l’Ouest.
Le 4 décembre 1798, au combat de Nepi, il se distingue par son intrépidité, et concourt puissamment à la victoire que remporte le général Kellermann, qui avec seulement 3 escadrons du 19e régiment de chasseurs, le 3e bataillon de la 15e demi-brigade d’infanterie légère, le 1er bataillon de la 11e demi-brigade de bataille et 2 pièces de canon, met en déroute une colonne de 8 000 napolitains. Les résultats sont énormes, 400 hommes sont tués où blessés, 2 000 sont prisonniers, ainsi que la prise de 15 bouches à feu, 30 caissons d’artillerie, des drapeaux et étendards, la caisse militaire 3 000 fusils, tous les bagages, 900 chevaux et mulets.
Le général en chef Championnet, satisfait de sa belle conduite, le nomme chef de brigade du 19e régiment de chasseurs sur le champ de bataille de Civita Castellana le 5 décembre 1798, et il est confirmé dans son grade par le Directoire le 17 décembre suivant. Il est blessé de trois coups de sabre le 12 juin 1799, à l’affaire de Modène, dans une charge de cavalerie contre la cavalerie autrichienne, qui est défaite en partie. Dans cette affaire, il reçoit du commandant en chef de l'armée, le commandement de toute la cavalerie de la division Olivier, en remplacement du général Forest tué au début de l’action.
Après cette campagne, il tient garnison dans la 13e division militaire pendant l’an XI, et il est employé au camp de Bayonne et sur les côtes de la Méditerranée en l’an XII et en l’an XIII. Il est fait chevalier de la Légion d’honneur le 24 novembre 1803, et officier de l’ordre le 14 juin 1804.
De 1805 à 1808, il sert à l’armée d’Italie, devenue 8e corps de la Grande Armée, et combat bravement en Italie, en Prusse et en Pologne. Le 28 avril 1808, il est nommé sous-inspecteur aux revues de 3e classe, et il est employé en cette qualité le 20 mai suivant, à l’armée de Dalmatie, devenue armée d’Illyrie et avec laquelle il combat de 1810 à 1813 dans cette province. En 1814, il rejoint l’armée d’Italie.
Lors de la première restauration, il est fait chevalier de Saint-Louis, par le roi Louis XVIII, et il est admis à la retraite le 30 septembre 1816.
Il meurt le 19 août 1820 à Lorient.

## Dotation
- Le 17 mars 1808, donataire d’une rente de 500 francs sur le Mont-de-Milan.

## Sources
- A. Lievyns, Jean Maurice Verdot, Pierre Bégat, Fastes de la Légion-d'honneur, biographie de tous les décorés accompagnée de l'histoire législative et réglementaire de l'ordre, tome 2, Bureau de l’administration, 1842, 344 p. (lire en ligne), p. 285.
- « Louis Urbain Bruë », dans Adolphe Robert et Gaston Cougny, Dictionnaire des parlementaires français, Edgar Bourloton, 1889-1891 [détail de l’édition]